# Tughra

A tughra do Sultão do Império Otomano. Lê-se: "Mamude Cã filho de é vitorioso para sempre". Por extenso:
- محمود خان بن عبدالحميد مظفر دائماً

Tughra (em turco otomano: طغراء; Ṭuğrā) é um "monograma caligráfico", selo ou assinatura de um sultão otomano que era afixada em todos os documentos oficiais e correspondências. Também era esculpida em seu sinete e gravada nas moedas cunhadas durante seu reinado. Muito elaboradas, tinham versões decoradas para documentos importantes e eram consideradas obras de arte na tradição da Iluminura Otomana.[a]
A tughra era desenvolvida no início do reinado do sultão e desenhada pelo calígrafo da corte ou nişancı em documentos escritos. A primeira tughra conhecida pertencia a Orcano I (1284-1359), segundo governante do Império Otomano e evoluiu até chegar à forma clássica da tughra do sultão Solimão, o Magnífico (1494-1566). Tinham uma função semelhante à Cartela dos faraós ou ao Monograma Real dos monarcas ocidentais. Todos os sultões otomanos tinham uma tughra individual.

## Elementos visuais datughra
A tughra tem uma forma característica: duas voltas no lado esquerdo, três linhas verticais no centro, escritos na parte inferior e duas projeções para a direita. Cada um destes elementos tem um significado específico e seu formato é facilmente identificável.

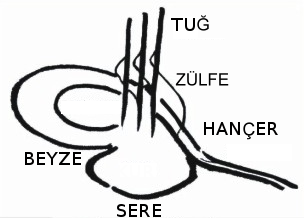
Elementos visuais de uma Tughra.

O nome do sultão era escrito na parte inferior da tughra, denominada sere. Dependendo do período, esta inscrição pode ser tão simples como "Orcano, filho de Osmã", na primeira tughra, de 1326. Posteriormente, inscrições honoríficas e orações também foram adicionadas aos nomes do titular da tughra e de seu pai.
As voltas à esquerda da tughra são chamadas beyze, algo equivalente a "ovo", em árabe. Algumas interpretações sugerem que os beyzes simbolizavam os dois mares dominados pelos sultões: a volta externa representaria o Mar Mediterrâneo e a volta interna representaria o Mar Negro.
As linhas verticais no topo da tughra são chamadas de tuğ ou mastro. Os três tuğs significam independência. As linhas em forma de "S" cruzando os tuğs são chamados zülfe e seu posicionamento representa os ventos que sopram do leste para o oeste - orientação tradicional dos otomanos.
As projeções para a direita são denominadas hançer e representam uma espada, símbolo de força e poder.
Outras teorias trazem explicações diversas para o formato da tughra. Para alguns, o desenho representaria o pássaro fabuloso Tughri, totem da tribo dos Oguzes, de quem os otomanos eram descendentes; para outros, representaria o polegar e três dedos do sultão Murade I (1356-1389) que, por ser analfabeto, teria assinado um documento com as marcas de seus dedos molhados com tinta  - o desenho formado nessa ocasião teria inspirado o formato da tughra.

## Tughrasdos Sultões Otomanos

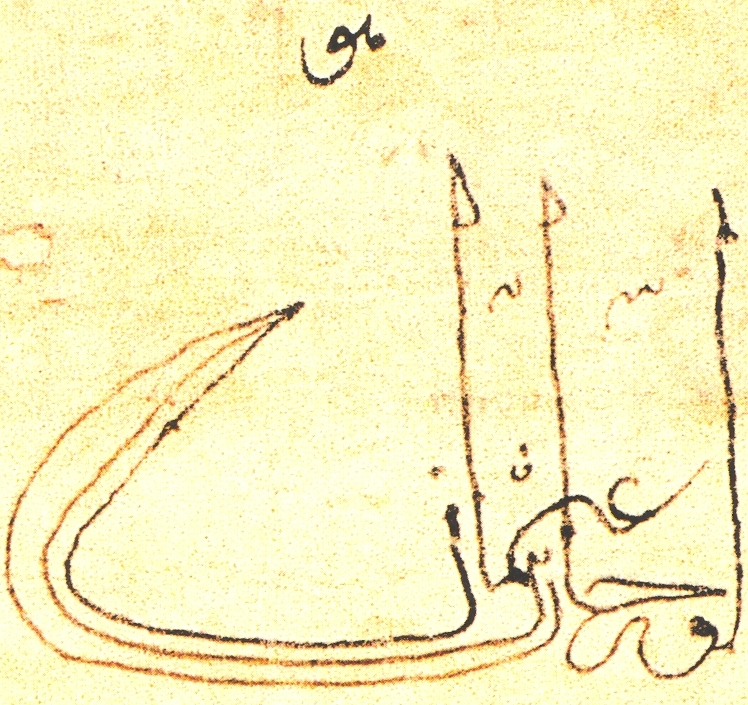
A primeira Tughra, de Orcano I (1326).
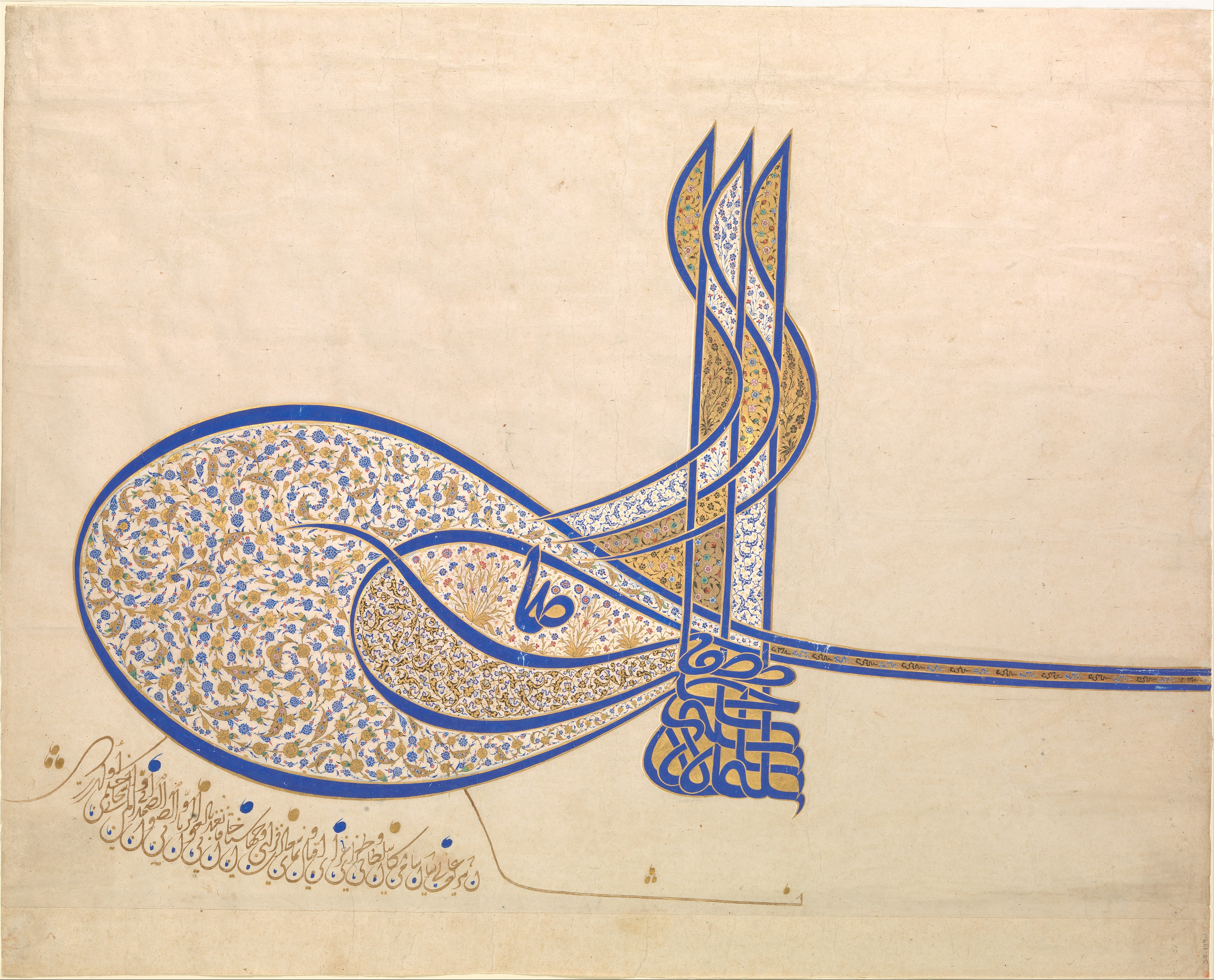
Tughra decorada de Solimão, o Magnífico (1520).
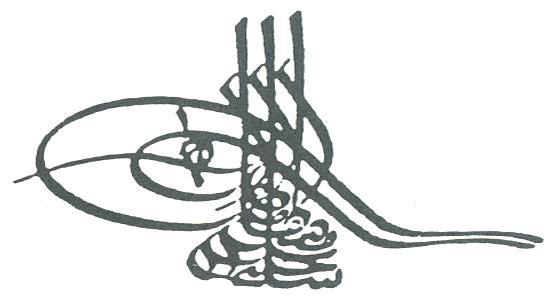
Tughra de Selim III (1789).
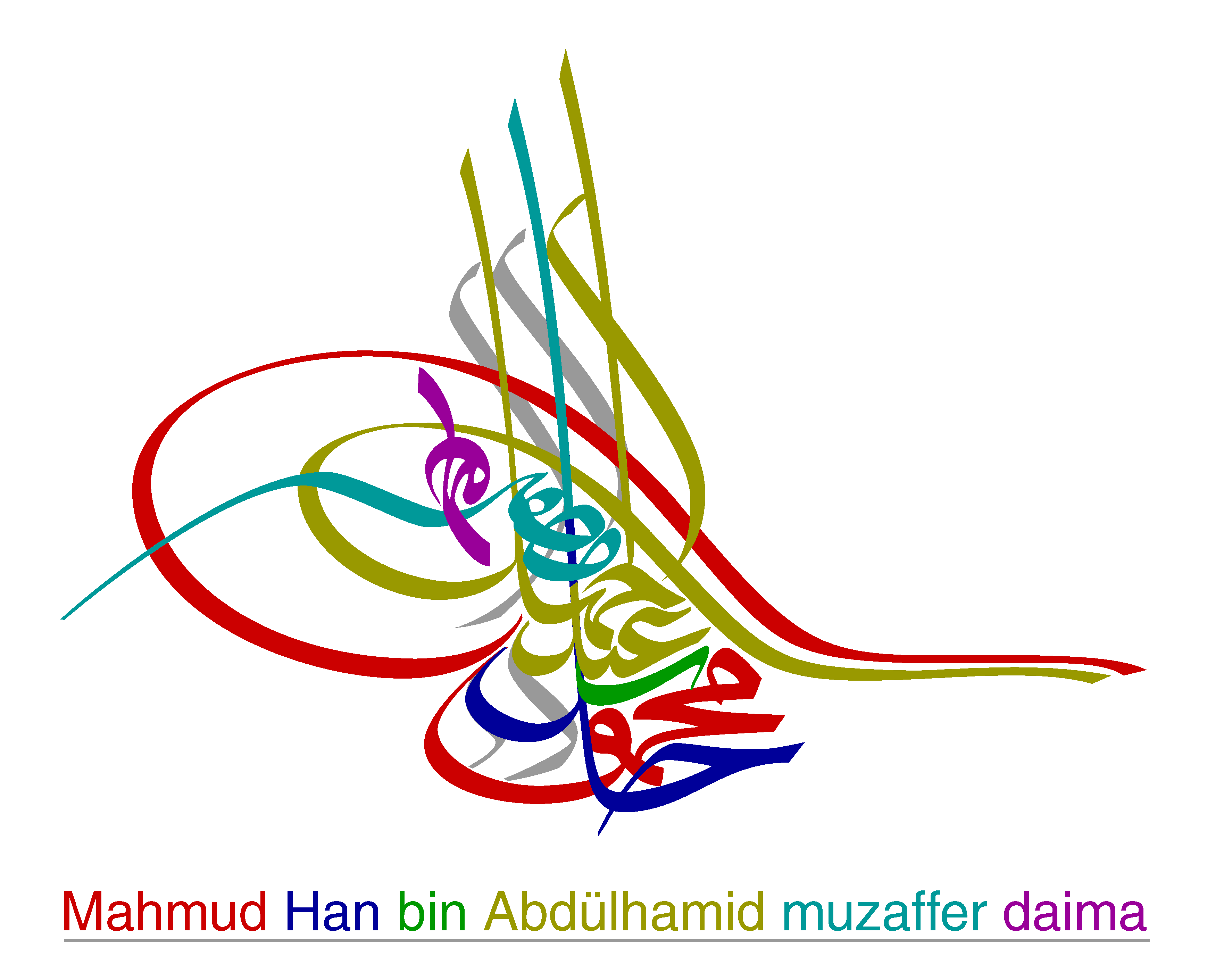
Tughra de Mamude II (1808).
Tughra de Abdulamide II (1876).
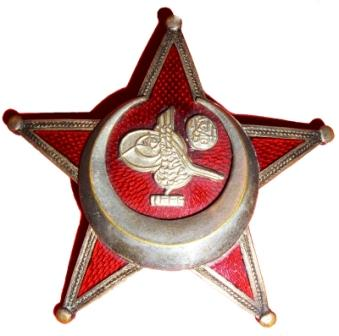
Tughra de Maomé V Raxade (1909),  na Estrela de Galípoli.
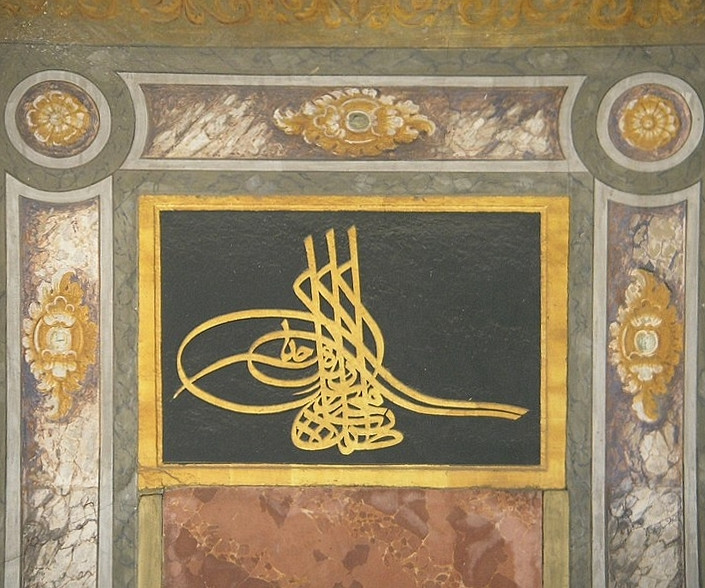
Tughra sobre o Portão da Felicidade Palácio de Topkapı.
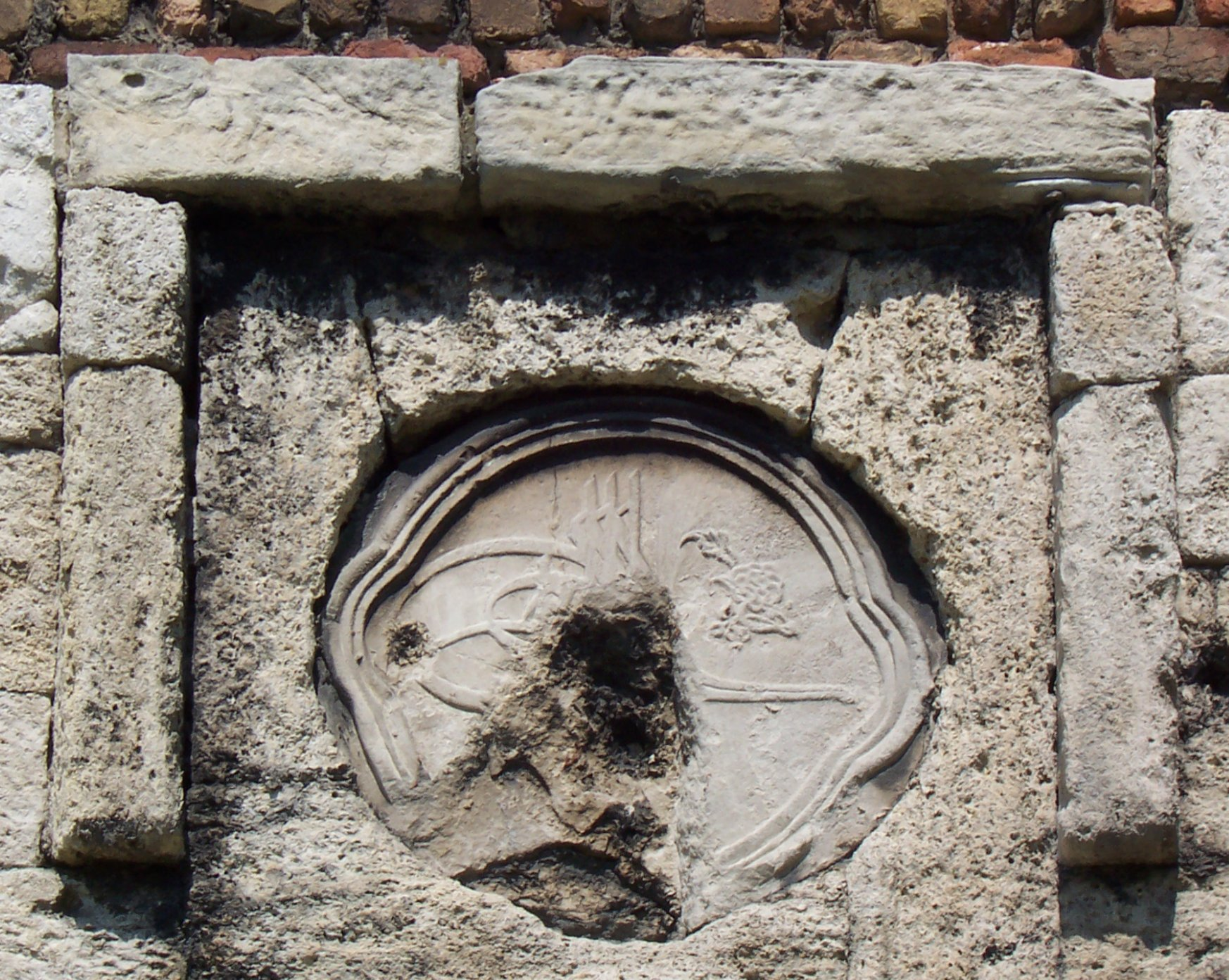
Tughra sob um dos Portões de Belgrado.

## Uso daTughrafora do contexto otomano
Embora a tughra tenha sido amplamente identificada com os sultões otomanos, ela também foi, por vezes, utilizada em outros estados turcos, como o Canato de Cazã. Mais tarde, também foram utilizadas pelos tártaros da Rússia Imperial.

## Interpretações modernas para aTughra
Ainda existem calígrafos que usam a forma característica da tughra. Alguns exemplos são as "tughra" do ex-presidente russo Vladimir Putin e do imperador Akihito, do Japão.